# شهرستان اسلوبودو-تورینسکی
شهرستان اسلوبودو-تورینسکی (به لاتین: Slobodo-Turinsky District) یک شهرستان در روسیه است که در استان سوردلوفسک واقع شده‌است.